# Arraia Negra
Arraia Negra (David Milton Hyde) é um personagem fictício e um supervilão que aparece nas histórias em quadrinhos americanas publicadas pela editora DC Comics. Criado pelo escritor Bob Haney e pelo artista Nick Cardy, o personagem apareceu pela primeira vez em Aquaman #35 (setembro de 1967). Desde então, ele permanece como o arqui-inimigo do super-herói Aquaman.
Arraia Negra teve inúmeras histórias de origem ao longo de suas aparições em quadrinhos, tendo sido um jovem garoto sequestrado e escravizado por piratas em seu navio; um órfão submetido a experimentos cruéis no Asilo Arkham; e um caçador de tesouros em alto-mar preso em um ciclo mútuo de vingança com Aquaman pelas mortes de seus pais. Apesar dessas diferentes versões de seu passado, Arraia Negra é consistentemente retratado como um mercenário subaquático implacável que é obcecado em arruinar a vida de Aquaman. Como o inimigo de Aquaman, Arraia Negra fez parte das histórias definidoras do super-herói, incluindo o assassinato de Arthur Curry Jr., filho pequeno de Aquaman e inúmeras tentativas de destruir o reino natal de Aquaman, Atlântida. Um traje blindado preto com um grande capacete de metal com olhos esbugalhados serve como motivo visual de Arraia Negra.
O personagem foi adaptado para diversas mídias. Yahya Abdul-Mateen II interpretou Arraia Negra nos filmes Aquaman (2018) e Aquaman e o Reino Perdido (2023), do Universo Estendido da DC, enquanto Kevin Michael Richardson, Khary Payton e outros emprestaram sua voz em animações e videogames.

## Biografia do personagem fictício
Arraia Negra não teve uma história de origem definitiva até o número 6 da série Aquaman de 1993. Nesta origem, a criança que se tornaria Arraia Negra cresceu em Baltimore, Maryland, e adorava brincar na Baía de Chesapeake. Em sua juventude, ele foi sequestrado e forçado a trabalhar em um navio por um período de tempo não especificado, onde foi abusado fisicamente por seus captores. Em um ponto, ele viu Aquaman com seus amigos golfinhos e tentou sinalizá-lo por ajuda, mas não foi visto. Finalmente, ele foi forçado a se defender, matando um de seus algozes no navio com uma faca. Odiando o mar sem emoção e Aquaman, a quem ele via como seu representante, ele estava determinado a se tornar seu mestre.
Uma versão alternativa foi dada no número 8 da série Aquaman de 2003. Nesta origem, o menino que se tornaria Arraia Negra era um órfão autista colocado no Asilo Arkham de Gotham City. Ele se sentia confortável em água gelada, mas achava lençóis de algodão terrivelmente dolorosos. Como os atendentes de Arkham não sabiam como lidar com autismo, eles acabavam prendendo-o à cama enquanto ele lutava e gritava sempre que tentavam colocá-lo na cama. Nesta versão, o jovem Arraia Negra também ficou fascinado quando viu Aquaman na televisão. O menino acabaria sendo submetido a tratamentos experimentais. Um tratamento pareceu clarear a cabeça do menino, mas o deixou violento como resultado; ele matou o cientista que havia administrado o tratamento e escapou de Arkham.

### Carreira Criminosa
Já adulto, Arraia Negra desenhou um traje (basicamente uma roupa de mergulho preta com um capacete com olhos de inseto, capaz de disparar raios) e criou um submersível de alta tecnologia inspirado em arraias-manta. Adotando o nome Arraia Negra, ele e seu exército mascarado tornaram-se uma força formidável, envolvendo-se em pelo menos um confronto não registrado com Aquaman antes de sua primeira aparição como rival do Mestre do Oceano (e antes de se juntar à Liga da Injustiça, de curta duração, no evento da terceira semana da Era de Prata, reconstruído).
Arraia Negra e Aquaman lutaram repetidamente ao longo dos próximos anos. Durante um desses confrontos, é revelado que Arraia Negra é na verdade negra, cujo objetivo declarado em um ponto era que os negros dominassem o oceano depois de terem sido oprimidos por tanto tempo em terra firme; embora logo tenha sido revelado por Cal Durham, um de seus capangas mais idealistas, que Arraia era mais obcecado por seus próprios desejos pessoais. Durante a maioria de suas aparições, seus principais objetivos são derrotar Aquaman e ganhar poder para si mesmo através da conquista de Atlântida. Finalmente, Arraia mata Arthur Curry Jr., filho de Aquaman, o que deixa Aquaman obcecado por vingança.
Durante a história "Underworld Unleashed", o demônio Neron transforma Arraia Negra em uma arraia manta humanoide em troca de sua alma. Depois de um tempo, ele volta a usar sua roupa original, que cobre sua nova aparência. Em certo momento, ele se envolve com o contrabando de drogas de sua nova base em Star City, onde enfrenta o retorno do Arqueiro Verde e do Aquaman.
Em um confronto posterior, Aquaman, ostentando a Mão Curativa da Dama do Lago, reverte as alterações de Neron em Arraia Negra e reprograma o cérebro afetado de Arraia, tornando-o não autista pela primeira vez na vida. Infelizmente, Arraia continua sendo um criminoso violento, induzindo Aquaman a uma falsa sensação de parceria e quase matando o Rei do Mar no processo. Em eventos posteriores, Arraia Negra é usada como cobaia em um teste de manipulação genética para criar seres que respiram na água. A manobra é bem-sucedida; desde então, Arraia Negra retornou aos oceanos para enfrentar Aquaman mais uma vez.

## Poderes e habilidades
Arraia Negra é considerado um dos adversários mais formidáveis do Aquaman, com Amanda Waller classificando-o como uma ameaça do "Código Alfa" durante seu tempo como diretora da A.R.G.U.S. Embora Arraia Negra não possua superpoderes inatos, ele compensa com habilidades de combate excepcionais, destacando-se tanto em terra quanto debaixo d'água. Sua experiência em combate subaquático é particularmente notável. As habilidades de combate de Arraia Negra são formidáveis o suficiente para se envolver em combate com personagens como Exterminador. Arraia Negra é retratado como excepcionalmente inteligente, tendo projetado seu próprio traje de batalha distinto e arsenal de armas avançadas embutido nele. Ele também é conhecido por suas habilidades como caçador de tesouros, tendo coletado vários artefatos antigos que às vezes contêm poder mágico que ele às vezes usa como armas. Arraia Negra comanda a N.E.M.O., sua própria organização de capangas e tem a capacidade de fornecer guelras artificiais, embora ele não tenha passado pessoalmente pelo processo experimental.

### Equipamentos e recursos
Arraia Negra veste um traje de batalha blindado que serve a múltiplos propósitos, permitindo-lhe rivalizar com Aquaman e outros atlantes. O traje lhe fornece um suprimento de ar ilimitado, capacidades de comunicação, força aprimorada e a capacidade de suportar as pressões extremas do oceano. As lentes do capacete são equipadas com feixes de laser avançados capazes de cortar aço carbono, bem como visão infravermelha. O traje é isolado e sua coloração escura proporciona benefícios de camuflagem, permitindo-lhe até mesmo adotar outros disfarces.
Black Manta obteve artefatos poderosos, incluindo a Pérola Negra, que lhe concede controle sobre os oceanos brevemente até Aqualad recuperá-la dele. Ele também possuiu brevemente a Coroa de Osso, permitindo-lhe controlar o Kraken da Morte, embora seu mestre deus do mar original só pudesse controlá-lo. Além disso, ele anteriormente empunhava um fragmento da Lágrima da Extinção de Arion, permitindo-lhe matar seres divinos. Em histórias recentes, Black Manta incorporou Orichalcum, um mineral místico conectado a várias tribos de Atlântida, em sua tecnologia. Notavelmente, ele colaborou com Devil Ray para criar um tridente mágico com várias habilidades místicas.